# New Yorker Philharmoniker
Die New Yorker Philharmoniker (englisch New York Philharmonic) sind ein 1842 unter der Bezeichnung Philharmonic Symphony Society of New York in New York gegründetes Symphonieorchester.

## Geschichte

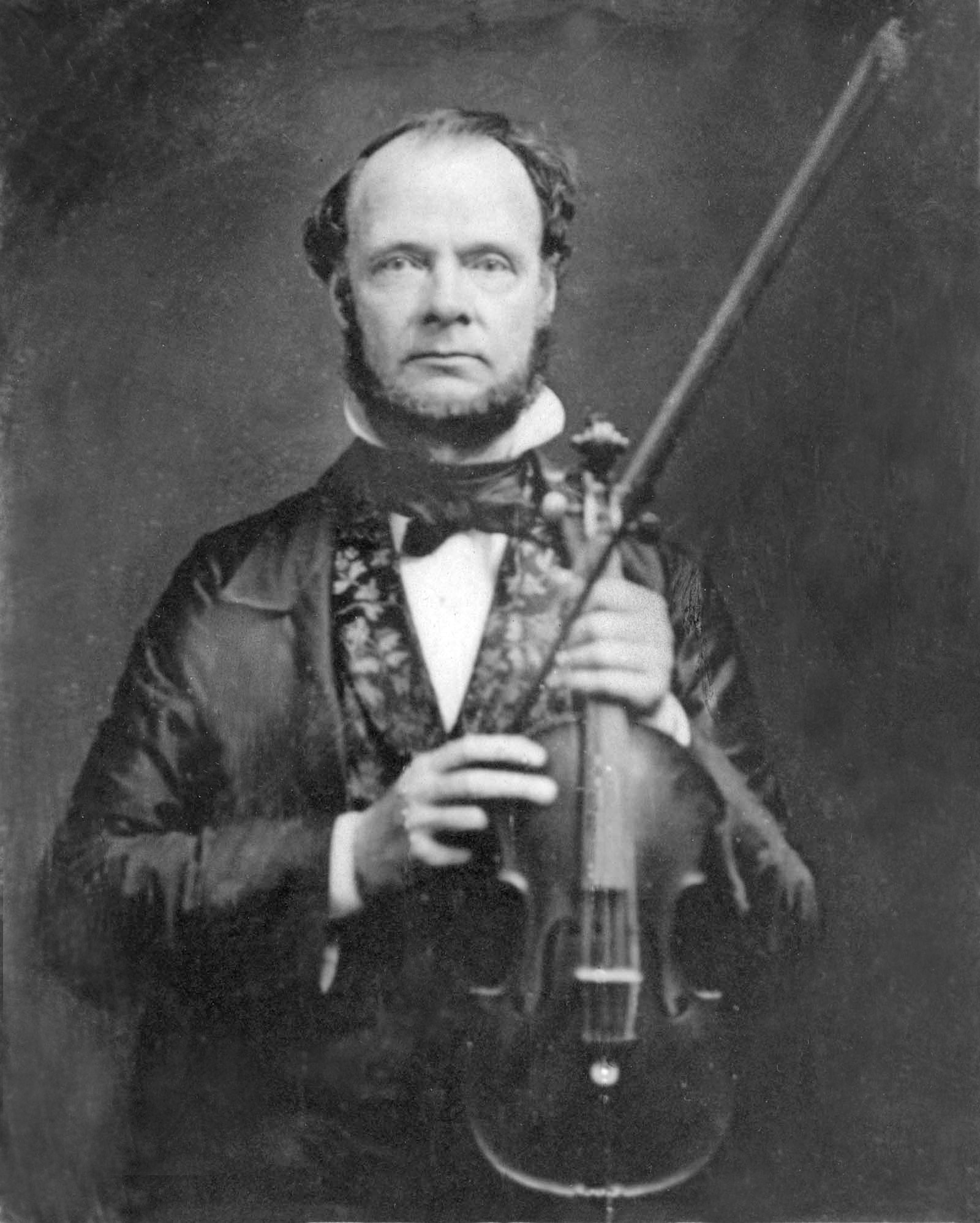
Der Gründer der New Yorker Philharmoniker: Ureli Corelli Hill

Sie sind das älteste Orchester der USA. Gründer war der amerikanische Dirigent Ureli Corelli Hill. Das Orchester wird traditionell zu den Big Five gezählt.
Nachdem das Orchester 1962 von der Carnegie Hall in die Avery Fisher Hall (Lincoln Center) umgezogen war, wurden im Juni 2003 Pläne einer Rückkehr in die Carnegie Hall bekannt, die bereits im Oktober 2003 wieder aufgegeben wurden.
Auf Schallplatten (insbesondere dem Label Everest) traten die New Yorker Philharmoniker in den 1950er und 60er Jahren aufgrund anderweitiger Aufnahmeverträge teilweise als Stadium Symphony Orchestra of New York auf.
Die New Yorker Philharmoniker sind bekannt für ihre Konzerte als politischer „Türöffner“. So spielten sie etwa bereits 1959 und 1976 in Moskau. Am 26. Februar 2008 gastierten sie in Nordkoreas Hauptstadt Pjöngjang. Da dies der erste Auftritt eines US-amerikanischen Orchesters in der kommunistischen Volksrepublik ist, wird dieser Auftritt schon jetzt als historisch angesehen.

## Chefdirigenten
- 1842–1849: Ureli Corelli Hill, Henry Christian Timm, Denis Etienne, William Alpers, George Loder, Louis Wiegers und Alfred Boucher
- 1849–1854: Theodore Eisfeld
- 1854–1855: Theodore Eisfeld und Henry Timm
- 1855–1856: Carl Bergmann
- 1856–1858: Theodore Eisfeld
- 1858–1859: Carl Bergmann
- 1859–1865: Carl Bergmann und Theodore Eisfeld
- 1865–1876: Carl Bergmann
- 1876–1877: Leopold Damrosch
- 1877–1878: Theodore Thomas
- 1878–1879: Adolf Neuendorff
- 1879–1891: Theodore Thomas
- 1891–1898: Anton Seidl
- 1898–1902: Emil Paur
- 1902–1903: Walter Damrosch
- 1906–1909: Wassili Iljitsch Safonow
- 1909–1911: Gustav Mahler
- 1911–1923: Josef Stránský
- 1922–1930: Willem Mengelberg
- 1928–1936: Arturo Toscanini
- 1936–1941: John Barbirolli
- 1943–1947: Artur Rodziński
- 1947–1949: Bruno Walter
- 1949–1950: Leopold Stokowski
- 1949–1958: Dimitri Mitropoulos
- 1958–1969: Leonard Bernstein
- 1969–1970: George Szell
- 1971–1977: Pierre Boulez
- 1978–1991: Zubin Mehta
- 1991–2002: Kurt Masur
- 2002–2009: Lorin Maazel
- 2009–2017: Alan Gilbert
- 2017–2018: Jaap van Zweden als 'Music Director Designate'
- 2018–2024: Jaap van Zweden
- ab 2026: Gustavo Dudamel

## Trivia
Nach starken Protesten wurde im Jahr 2018 auch den Frauen des Orchesters erlaubt, bei Konzerten Hosen zu tragen. Die New Yorker Philharmoniker waren damit das letzte der rund 20 großen Orchester der USA, die Frauen das Tragen von Hosen bis auf Ausnahmefälle untersagten. Das Zutrittsverbot für Frauen zum Orchester überhaupt war im Jahr 1966 für eine Dirigier-Assistenz der Schweizer Dirigenten-Wettbewerbs-Gewinnerin Sylvia Caduff aufgehoben worden.

## Archiv
2011 begannen die NYP, ihr Archiv von 1943 bis 1970 ins Internet zu stellen. Man findet dort digitalisierte Programmhefte (3227 verschiedene Exemplare), Bilder (4216), Partituren (1365) und Geschäftsdokumente (328).
Die Partituren enthalten zahlreiche Eintragungen der Dirigenten.